# Fincastle (Tennessee)
Fincastle es un lugar designado por el censo ubicado en el condado de Campbell en el estado estadounidense de Tennessee. En el Censo de 2010 tenía una población de 1.618 habitantes y una densidad poblacional de 171,01 personas por km².

## Geografía
Fincastle se encuentra ubicado en las coordenadas 36°24′14″N 84°2′53″O / 36.40389, -84.04806. Según la Oficina del Censo de los Estados Unidos, Fincastle tiene una superficie total de 9.46 km², de la cual 9.46 km² corresponden a tierra firme y (0%) 0 km² es agua.

## Demografía
Según el censo de 2010, había 1.618 personas residiendo en Fincastle. La densidad de población era de 171,01 hab./km². De los 1.618 habitantes, Fincastle estaba compuesto por el 98.95% blancos, el 0% eran afroamericanos, el 0.12% eran amerindios, el 0.25% eran asiáticos, el 0% eran isleños del Pacífico, el 0.31% eran de otras razas y el 0.37% pertenecían a dos o más razas. Del total de la población el 0.8% eran hispanos o latinos de cualquier raza.